# Hana Vítová
 Hana Vítová  właściwie  Jana Lašková  (ur. 24 stycznia 1914 w Pradze, zm. 3 marca 1987 tamże) – czeska aktorka filmowa i teatralna.
W 1931 r. zrezygnowała ze studiów w praskim konserwatorium i grała najpierw pod V+W w Teatrze Wolnym. Jeden sezon teatralny spędziła w operetce w Ołomuńcu, ale tęsknota za Pragą sprowadziła ją z powrotem do metropolii. Tam była członkinią wielu teatrów i teatrzyków, np. Divadlo Vlasty Buriana, Divadlo Járy Kohouta, Švandovo divadlo, Nové divadlo, Uránie. Jednak największe sukcesy odniosła w filmie.

## Filmografia
- Prawo do grzechu (1932)
- Děvčátko, neříkej ne! (1932)
- Načeradec, král kibiců (1932)
- Dziadziuś (1934)
- Trhani (1936)
- Ulička v ráji (1936)
- Lidé na kře (1937)
- Cech panien kutnohorskich (1938)
- Nocny motyl (1941)
- Valentin Dobrotivý (1942)
- Šťastnou cestu (1943)
- Druhý výstřel (1943)
- Pytlákova schovanka (1949)
- Dům v Kaprově ulici (1964)
- Konec srpna v hotelu Ozón (1966)